# 아이지키미
아이지키미는 대한민국의 시큐랩이란 기업에서 운영하는 앱이다. 아동을 보호하는 역할을 수행하는 앱이다.

## 설명
아이지키미는 부모가 자녀를 안심하고 키울 수 있도록 도와주는 역할을 주로 수행하는 앱이다. 아이지키미에서는 아동들에게 유해한 웹사이트들이나 음란물, 게임에 대한 중독을 예방하는 역할을 수행하여 아동들이 건전한 환경에서 자랄 수 있도록 도와주는 역할을 하게 된다. 앱은 유료로 운영되며 아이지키미는 부모가 직접 관리할 수 있고 이외에 모니터링 기능, 일일레포트 제공, 이용모드 설정, 게임 사용시간 설정의 기능도 가지고 있다.

## 같이 보기
- 아동
- 앱
- 부모
- 자녀